# ادوين زوتبير
ادوين زوتبير (بالهولندية: Edwin Zoetebier)‏ (7 مايو 1970 ببورميراند في هولندا - ) هو لاعب كرة قدم هولندي في مركز حراسة المرمى. لعب مع فاينورد وفيتيسه آرنهم ونادي آيندهوفن ونادي سندرلاند ونادي فولندام وناك بريدا.

## وصلات خارجية
- ادوين زوتبير على موقع الاتحاد الدولي (مؤرشف)  (الإنجليزية)
- ادوين زوتبير على موقع الاتحاد الأوربي (الإنجليزية)
- ادوين زوتبير على موقع قاعدة بيانات كرة القدم.إي يو (الإنجليزية)
- ادوين زوتبير على موقع Soccerbase.com (لاعب) (الإنجليزية)
- ادوين زوتبير على موقع عالم كرة القدم.نت (الإنجليزية)